# Jo Koy
Joseph Glenn Herbert Sr. (nacido el 2 de junio de 1971), conocido profesionalmente como Jo Koy, es un comediante y actor estadounidense. Fue panelista frecuente en E! el programa nocturno Chelsea Lately. Desde entonces, ha tenido varios especiales de Comedy Central y Netflix.

## Primeros años
Jo Koy nació de un padre estadounidense blanco que estaba en la Fuerza Aérea de los Estados Unidos estacionado en Filipinas cuando se casó con la madre filipina de Koy. Su familia se mudó de Spanaway, Washington, a Tacoma, Washington, y luego a Las Vegas poco después de que él terminara la escuela secundaria en Tacoma. Inicialmente asistió a la escuela secundaria Spanaway Lake y luego se mudó a la escuela secundaria Foss en Tacoma. Se mudaron a Las Vegas para estar cerca de su abuela enferma. Jo Koy se matriculó en la Universidad de Nevada, Las Vegas, pero la abandonó para dedicarse a la comedia stand-up.
El nombre artístico de Jo Koy proviene de un apodo que su familia le dio cuando era niño. Reveló durante su rutina de stand-up en Phoenix, Arizona, el 22 de septiembre de 2019, que en 1989, estaba hablando con su primo sobre hacerse un nombre artístico cuando su tía lo llamó para ir a cenar, gritando "Jo Ko, ¡a comer!" ( Ko significa "mi" en tagalo, por lo que Jo Ko significa "mi Jo"). Lo escuchó mal y pensó que ella había dicho "Koy", decidió que era un buen nombre y lo ha usado desde entonces.

## Carrera
Jo Koy da crédito a su madre por su talento para la comedia y la actuación. Con frecuencia cuenta historias sobre ella en sus programas de comedia. Ella fue quien lo animó a participar en concursos de talentos de su escuela y a realizar actuaciones improvisadas para su familia y sus amigos. Esto lo llevó a presentaciones en una cafetería de Las Vegas e inspiró un traslado a Los Ángeles. 
El joven cómico comenzó su carrera de stand-up en 1994 en un club de comedia en Las Vegas. Pronto pasó de la noche de micrófono abierto a un lugar regular en el programa Catch a Rising Star en el MGM Grand Hotel and Casino. Después de actuar en el MGM Grand Las Vegas, alquiló el Teatro Huntridge y fue de puerta en puerta vendiendo entradas para sus shows de comedia.
Un coordinador de talentos de Los Ángeles vio a Koy y le consiguió su primera aparición en televisión en ComicView de BET. Ha aparecido en dos temporadas de Comic View.
El comediante ha protagonizado otros especiales de televisión como Jamie Foxx Presents: Laffapalooza!. Jo Koy ganó el Showtime at the Apollo, se presentó frente a las tropas en el USO Tour, se puede ver en varios episodios de  I Love the 70's, 80's, 90'sde VH1, World's Dumbest y New Millennium de TruTV, comerciales telefónicos de Amp'd Mobile y recibió una segunda invitación al festival de comedia de Montreal Just For Laughs, serie por la cual recibió el prestigioso premio Gemini de Canadá. Jo Koy también fue un invitado habitual en la mesa redonda de Chelsea Handler Chelsea Lately de E!. Jo Koy también ha aparecido en el Punisher Tour de Carlos Mencia realizando comedia stand-up, llenando estadios de 10,000 asientos en todo el país.
En 2005, Jo Koy actuó en The Tonight Show con Jay Leno. Se convirtió en uno de los pocos cómicos seleccionados en recibir una ovación de pie en el programa.
Comenzó un podcast junto con el comediante y presentador de televisión Michael Yo el 23 de julio de 2012, llamado The Michael Yo and Jo Koy Show.
Koy también ha aparecido en más de 100 episodios de Chelsea Lately como invitado habitual en la mesa redonda de la temporada. Otras apariciones incluyen: The Tonight Show Starring Jimmy Fallon, @Midnight with Chris Hardwick, VH1, World's Funniest Fails, The Joy Behar Show, Jimmy Kimmel Live!, Last Call with Carson Daly y Jamie Foxx: Laffapalooza.
El comediante ha realizado giras por los EE. UU. y se le puede escuchar como invitado semanal en el podcast The Adam Carolla Show. Se unió a la familia PodcastOne y presenta el podcast semanal, The Koy Pond. Koy ha realizado dos especiales de comedia exitosos y altamente calificados en Comedy Central: Don't Make Him Angry y Lights Out. Su tercer especial de comedia, Jo Koy: Live from Seattle es original de Netflix, se estrenó el 28 de marzo de 2017 en todo el mundo. Koy lanzó otro especial de Netflix titulado Jo Koy: Comin' In Hot el 12 de junio de 2019. El 23 de febrero de 2019, Koy realizó dos espectáculos en el escenario del Wheeler Opera House, Aspen, CO para la noche de clausura del Aspen Laugh Festival.  
El 12 de junio de 2020, Netflix lanzó Jo Koy: In His Elements, un especial de comedia con comediantes, DJ y B-boys filipino-estadounidenses.
El 28 de julio de 2022, Koy, junto con el productor de cine Dan Lin, aparecieron en el festival Rise for Comedy, donde recaudaron una donación de $75 000 a la organización sin fines de lucro Search to Involve Pilipino Americans (SIPA).
El 21 de diciembre de 2023, Koy fue anunciado como presentador de la 81ª edición de los Globos de Oro, que se celebró el 7 de enero de 2024.

## Influencias
Koy ha nombrado a Eddie Murphy, Robin Williams, Billy Crystal, Whoopi Goldberg, Chris Rock y Steve Martin como sus influencias en la comedia. En 2022, Blogtalk con MJ Racadio lo nombró uno de los "75 filipino-estadounidenses más influyentes".

## Vida personal
Koy tiene un hijo, Joseph Herbert Jr., nacido el 21 de abril de 2003, de una relación pasada con Angie King. Koy y su hijo residen en el área del Valle de San Fernando en Los Ángeles, California.
El 27 de septiembre de 2021, Koy y Chelsea Handler publicaron una publicación oficial de Instagram de su relación. En julio de 2022, anunciaron su ruptura en el Instagram de Handler, que ocurrió en junio.
Koy es un practicante de jiu-jitsu brasileño.

## Caridad
El 4 de agosto de 2009, la Fundación Jo Koy organizó su primer evento filantrópico en "Hilarity for Charity", un programa de comedia stand-up con Koy, junto con invitados cómicos especiales sorpresa. El espectáculo tuvo lugar en The Jon Lovitz Comedy Club, ubicado en el corazón de Citywalk, Universal City, California. Las ganancias de la venta de boletos fueron donadas al Hospital de Niños del Condado de Orange.

## Filmografía

### Películas
| Año  | Título                      | Papel             | Notas |
| ---- | --------------------------- | ----------------- | ----- |
| 2018 | Virginia                    | Chester Blind     |       |
| 2018 | Wake.                       | Peter Lewis       |       |
| 2019 | Anastasia: Once Upon a Time | Vladimir Lenin    |       |
| 2022 | Easter Sunday               | Joe Valencia      |       |
| 2023 | Haunted Mansion             | Daytime Bartender |       |
| 2023 | El Rey Mono                 | Benbo             |       |
| 2023 | Leo                         | Komura            |       |
| 2024 | The Tiger's Apprentice      | Rooster           |       |

### Stand-up
| Año  | Título                 | Papel    | Notas                            |
| ---- | ---------------------- | -------- | -------------------------------- |
| 2009 | Don't Make Him Angry   | Él mismo | Comedy Central Stand-Up Special  |
| 2012 | Lights Out             | Él mismo | Comedy Central Stand-Up Special  |
| 2017 | Live from Seattle      | Él mismo | Netflix Original Comedy Special  |
| 2019 | Comin' in Hot          | Él mismo | Netflix Original Comedy Special  |
| 2020 | In His Elements        | Él mismo | Netflix Original Variety Special |
| 2022 | Live from the LA Forum | Él mismo | Netflix Original Comedy Special  |

### Televisión
| Año  | Título                        | Papel      | Notas                        |
| ---- | ----------------------------- | ---------- | ---------------------------- |
| 2013 | Family Tools                  | Berrick    | Episodio: "Pilot"            |
| 2020 | Mr. Iglesias                  | Bob        | Episodio: "Food for Thought" |
| 2022 | Reindeer in Here              | Hawk (voz) | Especial de televisión       |
| 2023 | Awkwafina Is Nora from Queens | Bob (voz)  | Episodio: "Love & Order"     |